# Pikku-Manni
Pikku-Manni är en ö i Finland. Den ligger i sjön Kyrösjärvi och i kommunen Tavastkyro i den ekonomiska regionen Tammerfors och landskapet Birkaland, i den sydvästra delen av landet, 190 km nordväst om huvudstaden Helsingfors. Öns area är omkring 50 kvadratmeter och dess största längd är 10 meter i sydöst-nordvästlig riktning.